# Frederik Muff
Frederik Muff Hansen, né le 2 août 1998, à Esbjerg, est un coureur cycliste danois. Il évolue au sein de l'équipe ColoQuick depuis 2021.

## Biographie
En plus du cyclisme, Frederik Muff a suivi une formation de journalisme. 
En 2018, il s'impose sur la Horizon Park Race for Peace, une course inscrite au calendrier de l'UCI. Il intègre ensuite l'équipe continentale BHS-PL Beton Bornholm en 2020. Bon rouleur, il termine troisième du championnat du Danemark du contre-la-montre.

## Palmarès et résultats

### Palmarès par année
- 2018
  - Horizon Park Race for Peace
- 2020
  - 2e du Randers Bike Week
  - 3e du championnat du Danemark du contre-la-montre
- 2021
  - 2e du Randers Bike Week
  - 2e du championnat du Danemark du contre-la-montre par équipes
- 2022
  -  Champion du Danemark du contre-la-montre par équipes
  - Randers Bike Week :
    - Classement général
    - 1re étape (contre-la-montre)

### Classements mondiaux
| Année                                 | 2018  | 2019  | 2020  | 2021  | 2022  | 2023 |
| ------------------------------------- | ----- | ----- | ----- | ----- | ----- | ---- |
| Classement mondial                    | 1394e | 3013e | 1087e | 1111e | 1254e | 913e |
| UCI Europe Tour                       | 871e  | 1861e | 841e  | 825e  | 874e  | nc   |
|                                       |       |       |       |       |       |      |
| Légende : nc = non classéSource : UCI |       |       |       |       |       |      |